# 남성유방암
남성유방암(Male breast cancer, MBC)은 남성의 유방에서 발생하는 암이다. 남성은 새로운 유방암의 1% 미만을 차지하며 매년 전 세계적으로 약 20,000건의 새로운 사례가 진단된다. 남성 및 여성 유방암의 세계적인 발생률은 지난 수십 년 동안 증가해 왔다. 현재 남성 800명 중 1명이 평생 동안 이 암에 걸릴 것으로 추정된다.
남성의 발병률이 훨씬 낮고 대규모 유방암 연구가 일상적으로 남성을 배제했기 때문에 남성 유방암에 대한 현재 지식은 여성 유방암보다 훨씬 적고 종종 소규모의 후향적 단일 센터 연구에 의존한다. 결과적으로 남성유방암을 평가하고 치료하기 위한 대부분의 전략은 여성 유방암에 사용된 전략에서 채택되었다. 그러나 남성유방암은 여성 유방암과는 다른 임상적 접근을 보증하는 몇 가지 특징을 가지고 있는 것으로 보인다. 여성과 다른 남성 유방암의 특징에는 증상의 다양성, 다른 질병과의 연관성, 비의학적 성향 조건과의 연관성, 주요 유방암 관련 호르몬의 발현, 원인(유전자 변이의 빈도 및 형태 포함), 종양 유형 및 치료법 등이 포함된다.